# Pico de Cajingo
El Pico de Cajingo es un pico de montaña ubicado al este del poblado de Mesa Arriba en el Estado Trujillo, Venezuela. A una altitud de 3.217 m s. n. m. el Pico de Cajingo es una de las montañas más alta de Trujillo. El Pico Cajingo es el punto más elevado del páramo Las Rosas, al norte de la cresta del Páramo Cendé, que es parte del límite este entre Trujillo y el estado Lara.